# Schrapnellmine 35
Mina typu S, S-Mine (od niem. Schrapnellmine – „mina odłamkowa”, lub Springmine – „mina wyskakująca”) – niemiecka mina przeciwpiechotna należąca do grupy min wyskakujących. Przez wojska lądowe większości aliantów zachodnich nazywana „Podskakująca Betty” (ang. Bouncing Betty), a przez Australijczyków i Nowozelandczyków jako „Pajacyk” (ang. Jumping Jack). Zasada działania tej miny polegała na wyrzuceniu jej za pomocą ładunku miotającego na wysokość pasa (około jednego metra), a następnie eksplozji rozrzucającej horyzontalnie metalowe odłamki.
Mina typu S została opracowana w III Rzeszy w latach 30. i wykorzystywana była intensywnie przez wojska niemieckie podczas II wojny światowej. Jej przeznaczeniem było rażenie nieosłoniętych żołnierzy piechoty w otwartym terenie. Produkowano dwie wersje min, które oznaczono rokiem rozpoczęcia produkcji danego modelu: SMi-35 i SMi-44. Obie konstrukcje były dość podobne, z tym że późniejsza SMi-44 została znacznie uproszczona w porównaniu do pierwowzoru.
Pierwsza mina typu S została wprowadzona do produkcji w 1935 roku i dołączyła do kluczowych elementów strategii defensywnej Trzeciej Rzeszy. Do momentu zaprzestania produkcji po kapitulacji Niemiec w 1945 roku wyprodukowano ponad 1,93 miliona min tego typu. Spowodowały wiele ciężkich ran bądź śmierci, spowalniając lub zatrzymując postęp wojsk aliantów na pozostające  pod kontrolą Niemców terytoria. Ze względu na dużą skuteczność miny typu S była ona wielokrotnie kopiowana i pozostała jedną z najbardziej charakterystycznych i skutecznych broni II wojny światowej.

## Historia
Pierwszymi siłami alianckimi, jakie zetknęły się z minami typu S, byli francuscy żołnierze, którzy natknęli się na nie w Kraju Saary w dniach od 7 do 11 września 1939 w czasie dziwnej wojny. Miny te były jedną z przyczyn wycofania się jednostek francuskich. Skutki zastosowania min w rejonie Saary potwierdziły jej efektywność w oczach niemieckiego dowództwa, a także zachęciły Stany Zjednoczone i inne kraje do podjęcia prób skopiowania tego projektu. Francuzi, którzy jako pierwsi doświadczyli skuteczności tej broni, nazwali minę „milczącym żołnierzem”.
Armia niemiecka używała miny S w dużych ilościach podczas obrony terytoriów okupowanych oraz terenów państwa niemieckiego w czasie alianckiej inwazji na kontynentalną Europę, a także w czasie wojny w Afryce Północnej. Produkowano je w dużych ilościach i stosowano szeroko do obrony niemieckich jednostek. Na przykład niemiecka 10 Armia rozłożyła około 23 000 min w ramach przygotowań do obrony przed aliancką inwazją na Włochy. Miny typu S były także układane na plażach Normandii jako część programu minowania i budowy fortyfikacji. Podczas lądowania w Normandii miny typu S wykorzystywano do obrony pozycji niemieckich, a także w czasie walk w Północnej Francji i do obrony niemieckiej granicy. Najczęściej umieszczano miny przeciwpiechotne, także wyskakujące w kombinacji z minami przeciwpancernymi, aby razić zarówno pojazdy opancerzone jak i piechotę.
Podczas alianckich operacji w Europie żołnierze amerykańskiej piechoty nadali minom typu S przydomek „Podskakująca Betty” (Bouncing Betty). Broń ta wywierała silny efekt psychologiczny na żołnierzy, ponieważ głównie ciężko raniła w okolicach nóg i genitaliów natomiast rzadko zabijała. W książce C.E.E. Sloana – Mine warfare on land autor opisał miny typu S jako „prawdopodobnie najbardziej przerażającą broń napotykaną przez żołnierzy alianckich w czasie wojny”.
Żołnierze amerykańscy szybko nauczyli się jak skuteczną bronią jest Bouncing Betty i zdawali sobie sprawę, że jedna eksplodująca mina może ciężko zranić wielu żołnierzy. 27 lutego 1945 starszy szeregowy Herman Wallace z 76 Dywizji Piechoty należącej do 3 Armii generała George'a Pattona, w czasie rozminowania drogi w okolicach Prumzurley nadepnął na minę typu S. Wallace znał zasadę działania min tego typu i wiedział, że jedyną szansą na ewentualne uniknięcie poważnego obrażenia było szybkie położenie się na ziemi, ale zdawał on sobie także sprawę iż wokół niego znajdowali się inni żołnierze z jego oddziału którzy w takiej sytuacji zostali by ranieni odłamkami miny. Szeregowy Wallace zdecydował poświęcić swoje życie, aby nie dopuścić do śmierci czy poranienia innych żołnierzy i zamiast rzucić się na ziemię, stanął na minie drugą nogą, nie pozwalając jej w ten sposób wyskoczyć ponad powierzchnię. Wallace zginął na miejscu, ale żaden ze znajdujących się wokół żołnierzy nie poniósł obrażeń, za swoje poświęcenie Wallace został odznaczony pośmiertnie Medalem Honoru.
Dokładna liczba zabitych w wyniku obrażeń zadanych przez miny typu S jest nieznana, ponieważ alianci nie zapisywali danych dotyczących typu broni, który spowodował śmierć, ale tylko czy śmierć została spowodowana przez działania bojowe. Straty wśród ludności cywilnej są także niewiadomą.
Produkcję min tego typu wstrzymano po zakończeniu II wojny światowej. Nie ma informacji dotyczących losu nierozmieszczonych min, ale można przyjąć ze większość z nich została zniszczona w trakcie procesu rozbrajania Niemiec po ich kapitulacji. Jest bardzo prawdopodobne, że część min została zachowana do analizy i w trakcie procesu inżynierii wstecznej wykorzystana do zbudowania podobnych modeli w krajach aliantów. Wiele konstrukcji bardzo podobnych do min typu S pojawiło się zaraz po II wojnie światowej.
Podczas wojskowej okupacji Niemiec i powojennej odbudowy Europy Korpus Inżynieryjny Armii Stanów Zjednoczonych, nowo utworzony rząd francuski i brytyjskie Ministerstwo Obrony zaangażowały się w jedną z dłuższych i udanych akcji oczyszczania z min terenów państw Europy Zachodniej. Francja włączyła do tych zadań różnorodny personel oraz ok. 49 000 niemieckich jeńców. Ta połączona operacja spowodowała spadek zagrożenia ze strony pozostałych pól minowych na zachodzie kontynentu. Akcja była ułatwiona przez niemiecki nakaz oznaczania pól minowych i dokładnego dokumentowania lokalizacji miejsc zaminowanych.
Pomimo to do dzisiaj zdarzają się incydentalne eksplozje min znajdujących się w Północnej Afryce, państwach wschodniej Europy, Francji i Niemczech. Szczególnie dużo nieoczyszczonych pól minowych pozostało na terenie Afryki Północnej i Europy Wschodniej. W Afryce są one zagubione w piaskach pustyni i zapomniane przez władze. Zgodnie z niemiecką dokumentacją miny typu S mają okres życia od 2 do 7 lat od momentu zakopania, ale materiały wybuchowe znajdujące się w ich korpusach mogą być sprawne do dziś. Z ocen Czerwonego Krzyża wynika, że ponad 27% obszarów uprawnych w Libii jest nieużytecznych ze względu na zagrożenie powodowane przez miny z okresu II wojny światowej.

## Opis techniczny miny typu S
Niemiecka mina typu S posiadała podwójny stalowy cylindryczny korpus o wysokości około 13 centymetrów i średnicy 10 cm. Korpus zewnętrzny był połączony z wewnętrznym przy pomocy trzech aluminiowych śrubek ulegających zerwaniu pod wpływem ciśnienia gazów prochowych ładunku miotającego.
W górnej pokrywie miny znajdowała się rurka z gwintem zewnętrznym służąca do wkręcenia zapalnika. SMi-35 miała jeden zapalnik zainstalowany centralnie i trzy spłonki detonujące z opóźniaczami umieszczone dookoła zapalnika inicjującego. Późniejsza wersja miny SMi-44 posiadała już tylko jedną spłonkę detonującą umieszczoną centralnie co wymusiło przesunięcie zapalnika inicjującego w stronę krawędzi miny. Poza otworami do montażu zapalnika i spłonek w górnej pokrywie miny znajdował się jeszcze jeden otwór zamknięty nakrętką, który służył do napełnienia miny materiałem wybuchowym w fabryce. Masa miny wynosiła około 4 kilogramów przy czym zależała ona od tego czy wypełnienie stanowił lżejszy sproszkowany lub granulowany czy cięższy lany trotyl.
Głównym materiałem wybuchowym miny był trotyl, a ładunkiem miotającym, wyrzucającym minę nad powierzchnię gruntu proch czarny. Działanie zapalników miny polegało na wytworzeniu iskry, której zadaniem było zainicjowanie eksplozji materiału wybuchowego w jej wnętrzu. W standardowym zapalniku naciskowym do inicjacji ładunku wykorzystywano iglicę i spłonkę.
Zapalnik ładunku miotającego działał z opóźnieniem około czterech sekund po zainicjowaniu. Eksplozja ładunku miotającego powodowała zerwanie śrubek łączących oba korpusy miny, wyrzucenie jej ponad powierzchnię ziemi i zapalenie opóźniaczy (o krótkim czasie działania) trzech spłonek detonujących. Korpus zewnętrzny po zapaleniu ładunku prochu czarnego pozostawał w ziemi, a w górę wyskakiwała zasadnicza część miny.
Opóźnienie zapłonu było tak dobrane, aby mina osiągnęła odpowiednio dużą wysokość nad gruntem zanim nastąpiła eksplozja. SMi-44 posiadała inny mechanizm wyzwalający eksplozję na zadanej wysokości. Do dennej części korpusu zewnętrznego przytwierdzono linkę która drugim końcem była zamocowana do zawleczki uruchamiającej iglicę inicjującą drugą spłonkę detonującą ładunek główny miny. Mina eksplodowała po osiągnięciu wysokości ograniczonej długością linki.
Standardowy zapalnik naciskowy został zaprojektowany tak, aby powodował zapłon po zadziałaniu masą większą niż 7 kilogramów, co miało zapobiec detonowaniu jej przez zwierzęta i przypadkowe oddziaływania przyrody. Zapalnik naciągowy miał postać litery Y i powodował detonację miny po wyrwaniu drutu naciągu.

## Zasada działania

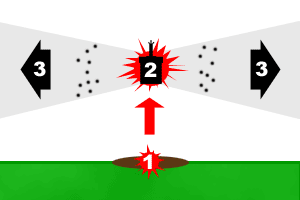
Rysunek przedstawiający proces działania miny typu S

Mina typu S była uruchamiana przeważnie trójpalcowym zapalnikiem naciskowym, który mógł być również przystosowany do roli zapalnika naciągowego poprzez dodanie specjalnego adaptera. W miejsce dedykowanego zapalnika miny można było zainstalować każdy standardowy niemiecki zapalnik, również elektryczny, lub spłonkę, co umożliwiało zdalną detonację przez operatora. Proces inicjowania eksplozji przebiegał w dwóch etapach (patrz rysunek obok).
1. Najpierw następuje eksplozja małego ładunku miotającego, który wyrzuca minę na wysokość od 0,9 do 1,5 metra nad ziemię.
2. Około pół sekundy później na optymalnej do rażenia piechoty wysokości następuje eksplozja głównego ładunku wybuchowego.
3. Główny cylindryczny ładunek wybuchowy miny był obłożony żeliwnymi kulkami (około 360 sztuk), a później także kawałkami drutu o przekroju około 7 mm lub pociskami pistoletowymi[10]. Tak powstałe odłamki były rozrzucane horyzontalnie z bardzo dużą prędkością.

Czas między zainicjowaniem zapalnika miny a detonacją ładunku miotającego wynosił od 3,9 do 4,5 sekundy zależnie od tego, jak długo mina spoczywała w ziemi, oraz jak dokładnie była wykonana. Zgodnie z dokumentacją niemiecką promień śmiertelnego rażenia miny typu S wynosił około 20 metrów, a zadawania ran w promieniu do 100 metrów. Amerykańska instrukcja szkoleniowa ostrzega, że promień, w którym mina ta jest zdolna zadawać obrażenia, wynosi aż 140 metrów.
Ze względu na niezrozumienie zasady działania miny, żołnierze amerykańscy sądzili, że mina nie zdetonuje do momentu zdjęcia nogi z zapalnika. W rzeczywistości eksplozja miny następowała bez względu na ustanie nacisku na zapalnik. Zarówno pozostanie na minie jak i próba ucieczki przed nią były jednakowo ryzykowne. Najskuteczniejszym sposobem ratowania się przed trafieniem odłamkami miny było padnięcie na ziemię twarzą do ziemi najszybciej, jak to było możliwe.

## Wykrywanie i rozbrajanie miny typu S

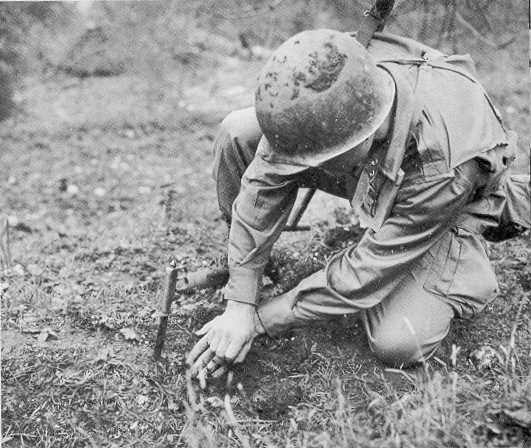
Żołnierz amerykański próbujący wykryć miny przy pomocy noża

S-mine była skonstruowana głównie z metalu, dlatego wykrycie jej przy pomocy wykrywacza metalu było stosunkowo łatwe. Sprzęt tego typu był jednak rzadkością na wyposażeniu jednostek piechoty, a posiadane egzemplarze były dość niewygodne i podatne na uszkodzenia. Innym, znacznie popularniejszym sposobem wykrywania min było systematyczne nakłuwanie gruntu nożem lub bagnetem, co jednak było zajęciem bardzo czasochłonnym. Przy użyciu ostrza należało nakłuwać glebę pod kątem, aby przypadkowo nie uruchomić zapalnika.
Wykryta mina mogła być rozbrojona w bardzo prosty sposób. W celu zabezpieczenia przed niekontrolowanym wybuchem podczas minowania, niemieckie zapalniki naciskowe były wyposażone w zawleczkę, która blokowała iglicę spłonki przed wyzwoleniem. Zawleczka była wyciągana po umieszczeniu miny w ziemi. Rozbrojenie miny wyposażonej w zapalnik naciskowy polegało na wetknięciu w otwór po zawleczce kawałka drutu, który blokował iglicę zapalnika. Dezaktywacja miny z zapalnikiem naciągowym i elektrycznym była jeszcze prostsza, gdyż polegała na odcięciu linki naciągu lub przewodu elektrycznego.
Pomimo łatwego procesu rozbrajania miny wskazana była duża ostrożność ze względu na stosowanie przez Niemców min pułapek. Sposób postępowania z wykrytą miną polegał na ostrożnym wyjęciu jej z gruntu i wykręceniu zapalnika. Aby całkowicie zdezaktywować minę możliwe było wykręcenie trzech znajdujących się wokół tulei zapalnika korków, pod którymi znajdowały się spłonki detonujące.

## Budowa wewnętrzna miny

Przekrój miny SMi-35 i zapalnika naciskowego

Poniższy schemat przedstawia przekrój miny SMi-35 oraz standardowego trójpalcowego zapalnika naciskowego.
1. Palce zapalnika reagujące na nacisk lub poruszenie
2. Zawleczka zabezpieczająca usuwana po zainstalowaniu miny
3. Zewnętrzna sprężyna iglicy
4. Wewnętrzna sprężyna iglicy
5. Iglica
6. Spłonka
7. Zaślepka spłonki detonującej
8. Żeliwne kulki
9. Kanały spłonek detonujących
10. Spłonka detonująca
11. Opóźniacz o krótkim czasie działania (ok. 0,5 sek.)
12. Opóźniacz o czasie działania 4,5 sekundy (wykorzystywany do opóźnienia eksplozji ładunku miotającego wyrzucającego minę w powietrze)
13. Komora ładunku miotającego (proch czarny)
14. Nakrętka otworu służącego do napełniania miny materiałem wybuchowym w fabryce.
15. Pokrycie wodoodporne (farba)
16. Komora głównego ładunku wybuchowego

## Konstrukcje inspirowane miną typu S

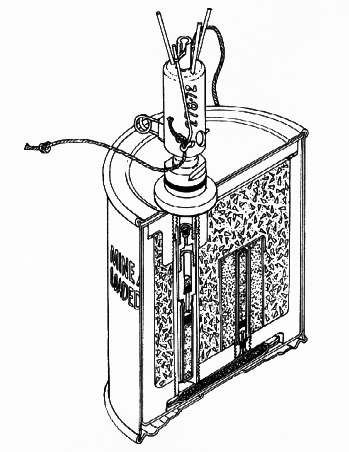
Przekrój amerykańskiej miny wyskakującej M16A2, opracowanej na podstawie niemieckiej miny typu S.

Mina typu S okazała się bardzo skuteczną bronią i zarówno alianci, jak i inne państwa opracowały na jej podstawie własne rozwiązania min wyskakujących. Inspirowane niemieckim rozwiązaniem miny produkowano tak podczas II wojny światowej, jak i kilkadziesiąt lat po jej zakończeniu, a nazwa Skacząca Betty przyjęła się jako generalne określenie wielu z tych rozwiązań.
Finlandia rozpoczęła zakup min SMi-35 (pod oznaczeniem pommiansa m/41-S) od Niemców wraz z początkiem wojny zimowej w ramach umowy dwustronnej o pomocy militarnej. Chociaż okazały się one nadzwyczaj skuteczne, to koszt zakupu był dość znaczny. Podczas wojny kontynuacyjnej Finlandia rozpoczęła prace nad własną miną wyskakującą, jednak bez większych sukcesów.
Francuska mina Mle 1939 została zainspirowana niemiecką konstrukcją, ale ze względu na dość szybkie zajęcie Francji przez wojska niemieckie w 1940 roku nie była ona szeroko wykorzystywana. Członek Francuskiego Korpusu Inżynieryjnego Pierre Delalande zdołał uciec wraz z planami miny do Stanów Zjednoczonych, gdzie na ich podstawie opracowano podobną minę, M2, która została wprowadzona do uzbrojenia w 1942, ale okazała się bardzo nieefektywna. Amerykanie byli pod wrażeniem skuteczności niemieckiej miny typu S w odparciu francuskiej ofensywy na Kraj Saary na początku II wojny światowej, dlatego mimo niepowodzenia miny M2 kontynuowano prace nad podobnym rozwiązaniem. Po zakończeniu działań wojennych powstała w Stanach Zjednoczonych mina M16 bardzo zbliżona konstrukcyjnie do rozwiązania niemieckiego.
Także Związek Radziecki, bazując na konstrukcji niemieckiej, opracował własną rodzinę min wyskakujących typu OZM. Konstrukcja min radzieckich była prostsza niż niemieckiego wzorca. Zamiast wypełnienia szrapnelami w postaci kulek lub innych elementów metalowych w minie OZM-4 zastosowano odlewany korpus, którego fragmentacja przebiegała samoczynnie w sposób przypadkowy. W późniejszym modelu OZM-72 powrócono do oryginalnej koncepcji miny i zastosowano wypełnienie z kawałków drutu stalowego. Obie wersje miny są do dzisiaj (2007) produkowane i wykorzystywane przez siły zbrojne Rosji.
W innych krajach, między innymi w Chinach i Włoszech, również podjęto produkcję min wzorowanych na niemieckiej minie typu S. Ograniczenie wykorzystania min lądowych takich jak mina typu S jest obecnie tematem debaty międzynarodowej. Broń ta jest uważana za niehumanitarną, powoduje ofiary wśród osób cywilnych, w tym dzieci. Używanie min tego typu, tak jak większości min lądowych, zostało ograniczone traktatem ottawskim (Konwencja o zakazie użycia, składowania, produkcji i przekazywania min przeciwpiechotnych oraz o ich zniszczeniu) podpisanym przez 155 państw.